# Nowa Wieś (Międzylesie)

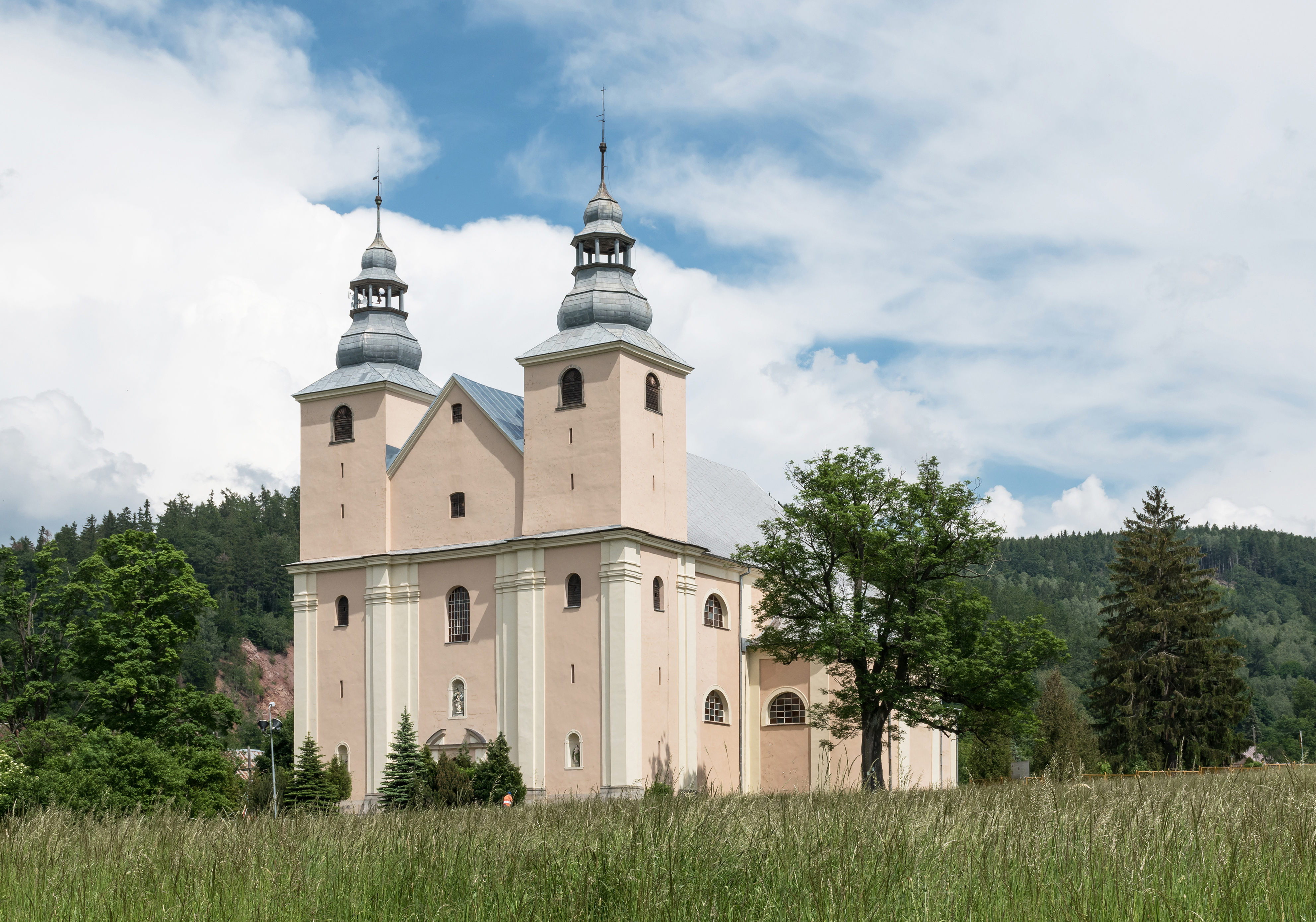
Die Kirche Mariä Himmelfahrt (2016)

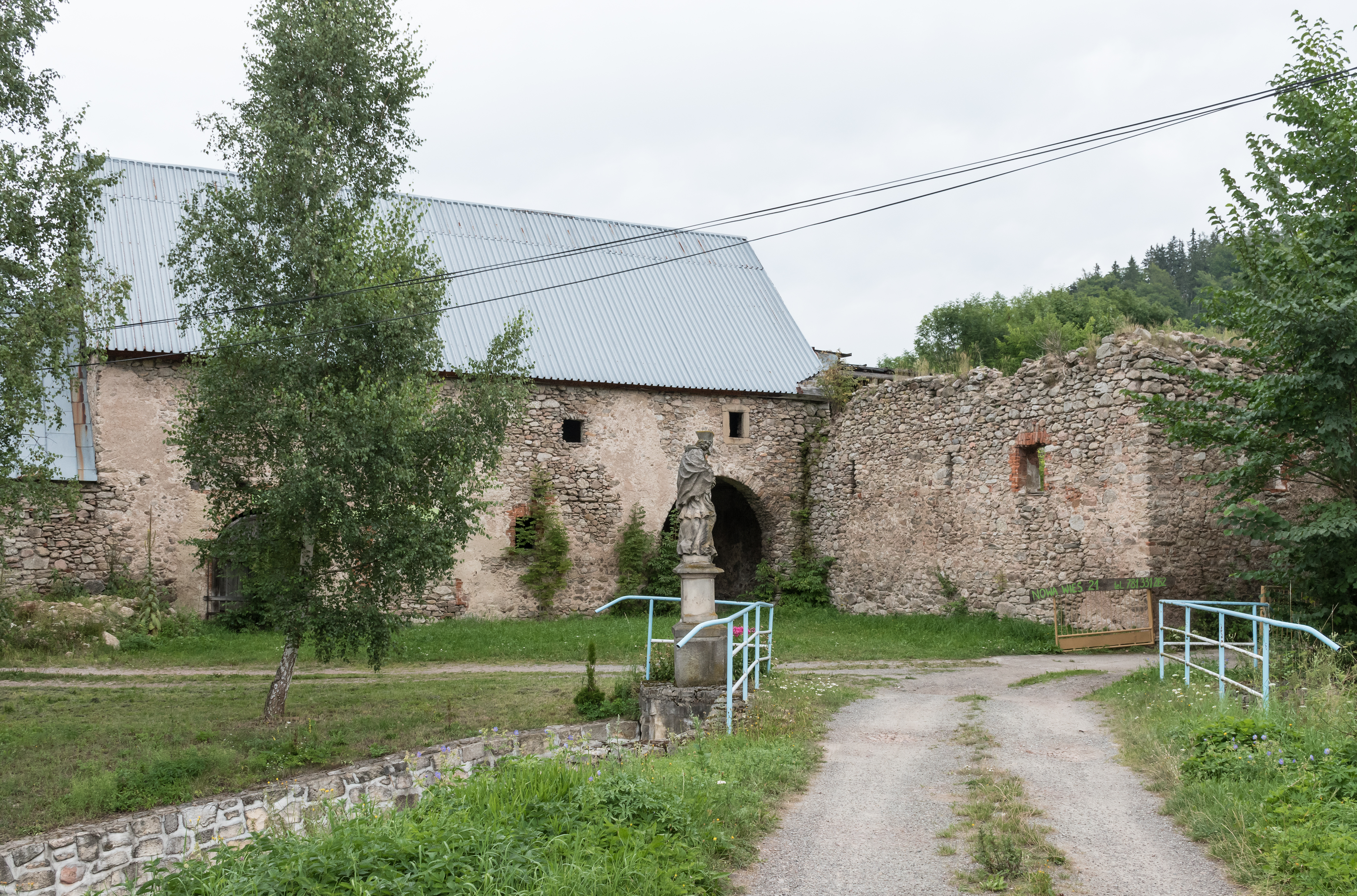
Das ehemalige Freirichtergut (2017)

Nowa Wieś (deutsch Neundorf) ist ein Ort in der Stadt- und Landgemeinde Międzylesie im Powiat Kłodzki der Woiwodschaft Niederschlesien in Polen. Es liegt acht Kilometer nordöstlich von Międzylesie (Mittelwalde).

## Geographie
Nowa Wieś liegt an den westlichen Ausläufern des Glatzer Schneegebirges. Nachbarorte sind:
Jaworek (Urnitz) und Międzygórze (Wölfelsgrund) im Norden, Jodłów (Thanndorf) im Süden, Goworów (Lauterbach), Michałowice (Michaelsthal) im Südwesten, Roztoki (Schönfeld) und Gajnik (Hain) im Westen sowie Domaszków (Ebersdorf) und Wilkanów (Wölfelsdorf) im Nordwesten.

## Geschichte
Neundorf wurde erstmals 1358 als „Newendorf“ erwähnt. Für die Jahre 1472 und 1479 ist die Schreibweise Nowuwes belegt. Es gehörte zum Habelschwerdter Distrikt im Glatzer Land, mit dem es die Geschichte seiner politischen und kirchlichen Zugehörigkeit von Anfang an teilte. Es war zunächst zur Herrschaft Mittelwalde untertänig. 1595 stiftete der damalige Erbherr David von Tschirnhaus ein Hospital für arme Untertanen. Nach dessen Tod wurde die Herrschaft Mittelwalde unter seinen drei Söhnen geteilt. Der älteste Sohn Friedrich erhielt die Dörfer Schönfeld, Hain, Neundorf, Lauterbach, Gläsendorf, Thanndorf und Neißbach, die fortan die Herrschaft Schönfeld bildeten. Schon vorher wurden die Besitzungen vom Lehen ins Erbe versetzt.
1648 gelangte die Herrschaft Schönfeld an Michael Ferdinand von Althann, dem bereits die Herrschaften Mittelwalde und Wölfelsdorf gehörten. Er errichtete mit Genehmigung des böhmischen Landesherrn aus den Herrschaften Schönfeld, Mittelwalde und Wölfelsdorf ein Majorat, das bis 1945 im Besitz der Familie von Althann verblieb.
Nach dem Ersten Schlesischen Krieg 1742 und endgültig mit dem Hubertusburger Frieden 1763 fiel Neundorf zusammen mit der Grafschaft Glatz an Preußen. Für Anfang des 19. Jahrhunderts sind nachgewiesen: Eine Filialkirche, ein Pfarrhaus, ein Schulgebäude, ein herrschaftliches Vorwerk, je eine Mehl- und Brettmühle sowie drei Handwerker, 13 Bauern, 21 Gärtner, 19 Häusler und elf Kolonisten. Die Einwohnerzahl betrug damals 478.
Nach der Neugliederung Preußens gehörte Neundorf ab 1815 zur Provinz Schlesien und war zunächst dem Landkreis Glatz eingegliedert. 1818 erfolgte die Umgliederung in den Landkreis Habelschwerdt, mit dem es bis 1945 verbunden blieb. Ab der Mitte des 19. Jahrhunderts entwickelte sich Neudorf zu einem Ausflugs- und Erholungsort. 1939 wurden 459 Einwohner gezählt.
Als Folge des Zweiten Weltkriegs fiel Neundorf 1945 wie fast ganz Schlesien an Polen und wurde in Nowa Wieś umbenannt. Die deutsche Bevölkerung wurde vertrieben. Die neu angesiedelten Bewohner waren teilweise Zwangsumgesiedelte aus Ostpolen, das an die Sowjetunion gefallen war. 1975–1998 gehörte Nowa Wieś zur Woiwodschaft Wałbrzych (Waldenburg).

### Freirichtergut
Das Freirichtergut „Nowawez“ war 1515 im Besitz des Michael Roth, von dem es an Hans Richter gelangte. Dieser verkaufte es 1550 dem Barthel Nitsche, von dem es 1555 Thomas Sturm erwarb. Der letzte bekannte Freirichter war Hans Feit, der es 1590 dem Grundherrn veräußerte. Dieser verband es mit seinem Dominialanteil, so dass ganz Neundorf unter einem Besitzer vereint war. Das ehemalige Freirichtergut diente danach als herrschaftliches Vorwerk.

### Kirchliche Verhältnisse

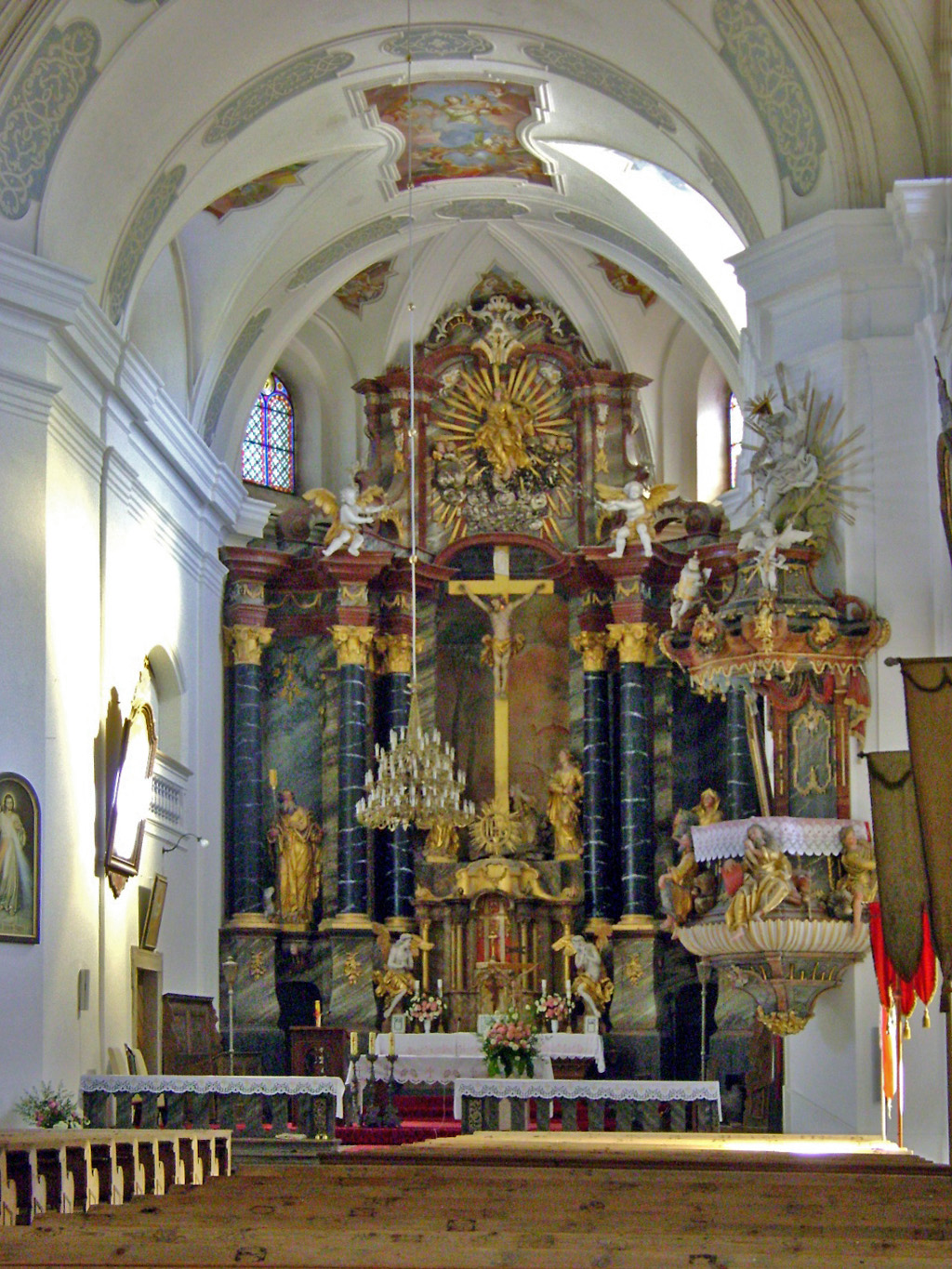
Der Hochaltar (2011)

Es ist nicht bekannt, zu welcher Pfarrkirche Neundorf in den ersten zwei Jahrhunderten gewidmet war. Während der Reformation Ende des 16. Jahrhunderts, als sich die Bevölkerung zum lutherischen Glauben bekannte, gehörte Neundorf zur evangelischen Pfarrkirche in Schönfeld. Nach 1623 kehrte die Bevölkerung zum katholischen Glauben zurück, und Neundorf wurde Filialkirche von Mittelwalde. 1637 wurde es der wieder errichteten Pfarrei Schönfeld zugewiesen und später zur Kuratie erhoben.
Vermutlich im 15. Jahrhundert wurde die St.-Barbara-Kapelle errichtet. Sie wurde später um einen Begräbnisplatz erweitert und in der Nähe eine größere Kirche aus Holz errichtet, die vermutlich der hl. Margaretha geweiht war. Mit Unterstützung des damaligen Erbherrn Johann Arbogast von Annenberg wurde sie um 1640 aus Stein gebaut und „Mariä Himmelfahrt“ geweiht.
1702 genehmigte das Prager Konsistorium auf Antrag des Erbherrn Michael Wenzel von Althann d. J. († 1738) den Bau einer größeren Kirche. Das Vorhaben wurde vom Königgrätzer Bischof Tobias Johannes Becker († 1710) unterstützt, auf dessen Initiative schon vorher auf dem Grulicher Muttergottesberg ein Kloster der Serviten errichtet worden war. Der Neundorfer Neubau sollte als Wallfahrtskirche für Pilger aus Mähren dienen, die zu den Wallfahrtsorten Albendorf und Wartha pilgerten. Vermutlich wegen finanzieller Schwierigkeiten wurde der Bau der Neundorfer Kirche 1715 unterbrochen und erst 1735–1741 weitergebaut. Nach einer nochmaligen Unterbrechung wegen des Ersten Schlesischen Krieges wurde sie 1746–1751 notdürftig fertiggestellt und durch den Großdechanten Leopold Michael Aster geweiht. Erst danach wurden die alte Kirche sowie die Barbara-Kapelle abgetragen. Die Innenausstattung der neuen Kirche zog sich noch über mehrere Jahrzehnte hin.

## Sehenswürdigkeiten
- Die Filialkirche „Mariä Himmelfahrt“ wurde ab 1702 nach Plänen des Glatzer Festungsbaumeisters Jakob Carove vom Baumeister Rotter und dem Wölfelsdorfer Zimmermann J. Knietig errichtet und erst 1751 fertiggestellt. Die Wandmalereien stammen von dem Wölfelsdorfer Maler Joseph Bartsch. Den architektonischen Hauptaltar schuf 1793 Michael Klahr d. J., der 1794 auch die Kanzel lieferte. Sie ist an der Brüstung mit den Evangelistenfiguren und in der Bekrönung mit Gott Vater geschmückt. Die Seitenaltäre werden ebenfalls Michael Klahr zugeschrieben. Der Doppelturm wurde 1805 fertiggestellt.